# Good Times!
Good Times! è il dodicesimo album in studio del gruppo musicale statunitense The Monkees, pubblicato nel 2016.

## Tracce
Per ogni brano musicale è riportato il cantante principale.
1. Good Times – 2:46 (Harry Nilsson) – Micky Dolenz & Harry Nilsson
2. You Bring the Summer – 3:00 (Andy Partridge) – Dolenz
3. She Makes Me Laugh – 3:00 (Rivers Cuomo) – Dolenz
4. Our Own World – 2:45 (Adam Schlesinger) – Dolenz
5. Gotta Give It Time – 2:17 (Jeff Barry, Joey Levine) – Dolenz
6. Me & Magdalena – 3:33 (Ben Gibbard) – Michael Nesmith & Dolenz
7. Whatever's Right – 2:00 (Tommy Boyce, Bobby Hart) – Dolenz
8. Love to Love – 2:29 (Neil Diamond) – Davy Jones
9. Little Girl – 2:42 (Peter Tork) – Peter Tork
10. Birth of an Accidental Hipster – 3:31 (Noel Gallagher, Paul Weller) – Nesmith & Dolenz
11. Wasn't Born to Follow – 2:53 (Gerry Goffin, Carole King) – Tork
12. I Know What I Know – 3:30 (Michael Nesmith) – Nesmith
13. I Was There (And I'm Told I Had a Good Time) – 2:15 (Micky Dolenz, Adam Schlesinger) – Dolenz

Tracce bonus (Edizione digitale)
1. Terrifying – 2:57 (Zach Rogue) – Dolenz
2. Me & Magdalena (Version 2) – 3:49 (Gibbard) – Nesmith & Dolenz